# Olimpíada de xadrez de 1939
A Olimpíada de xadrez de 1939 foi a oitava Olimpíada de Xadrez organizada pela FIDE e feita em Buenos Aires entre os dias 24 de agosto e 19 de setembro, conjuntamente o Campeonato Mundial Feminino de Xadrez de 1939. A equipe da Alemanha (Erich Eliskases, Paul Michel, Ludwig Engels, Albert Becker e Heinrich Reinhardt) conquistou a medalha de ouro, seguidos da Polônia (Savielly Tartakower, Miguel Najdorf, Paulin Frydman, Teodor Regedziński e Franciszek Sulik) e Estônia (Paul Keres, Ilmar Raud, Paul Schmidt, Gunnar Friedemann e Johannes  Türn). A equipe do Reino Unido não participou da competição em função da declaração da Segunda Guerra Mundial, assim como os jogadores dos Estados Unidos que recusaram devido ao baixo patrocínio oferecido pela Argentina.
Em função da guerra, muitos participantes especialmente os de origem judia, decidiram permanecer no país que ofereceu certos privilégios para aqueles interessados em desenvolver o xadrez na Argentina. Os jogadores foram Miguel Najdorf, Paulin Frydman, Gideon Stahlberg, Erich Eliskases, Paul Michel, Ludwig Engels, Albert Becker, Heinrich Reinhardt, Jiří Pelikán, Karel Skalička, Markas Luckis, Movsas Feigins, Ilmar Raud, Moshe Czerniak, Meir Rauch, Victor Winz, Aristide Gromer, Franciszek Sulik, Adolf Seitz, Chris De Ronde, Zelman Kleinstein, Sonja Graf e Paulette Schwartzmann.

## Quadro de medalhas
| Tabuleiro | Ouro                                 | Prata                  | Bronze                      |
| 1.º       | CUB José Raúl Capablanca             | FRA Alexander Alekhine | LAT Vladimirs Petrovs       |
| 2.º       | ISR Heinz Foerder POL Miguel Najdorf |                        | SWE Erik Lundin             |
| 3.º       | GER Ludwig Engels                    | POL Paulin Frydman     | ARG Jacobo Bolbochán        |
| 4.º       | EST Gunnar Friedemann                | NED Lodewijk Prins     | POL Teodor Regedziński      |
| res       | ARG Isaías Pleci                     | TCH František Zita     | CHI Enrique Reed Valenzuela |